# Luís Máximo Alfredo Pinto de Sousa Coutinho
Luís Máximo Alfredo Pinto de Sousa Coutinho, segundo visconde de Balsemão, (Falmouth, 30 de maio de 1774 – Lamego, 2 de outubro de 1832) foi um nobre português, filho de Luís Pinto de Sousa Coutinho. Recebeu o Palacete dos Viscondes de Balsemão com seu casamento com Dona Maria Rosa. Foi destinatário de duas cartas de mercês, a primeira de Maria I (r. 1777–1816) de 1 de outubro de 1784 na qual foi dotado com 1 600 reis de moradia por mês e um alqueire de cevada por dia paga segundo ordenança, e outra de João VI (r. 1816–1822) de 2 de setembro de 1801 na qual recebeu um acréscimo de 2 250 reis de moradia e meio alqueire de cevada por dia.